# Wilhelm Walch
Wilhelm Walch, né le 4 janvier 1912 à Stuben am Arlberg et décédé le 22 juin 1941 sur le front russe, était un skieur alpin austro-allemand.
Après l'Anschluss, il participa aux championnats du monde de 1939 à Zakopane pour l'Allemagne.

## Palmarès

### Championnats du monde
| Épreuve / Édition       | Descente | Slalom | Combiné |
| ----------------------- | -------- | ------ | ------- |
| Mondiaux 1936 Innsbruck | 7e       | 5e     | 7e      |
| Mondiaux 1937 Chamonix  | 16e      | Argent | 9e      |
| Mondiaux 1939 Zakopane  | 4e       | Bronze | Argent  |

### Arlberg-Kandahar
- Vainqueur de la descente 1937 à Mürren